# Mariano Fraile Hijosa
Mariano Fraile Hijosa (Vega de Bur, 4 de julio de 1928 - Palencia, 1 de noviembre de 2011). Historiador palentino doctorado en derecho canónico por la Universidad Pontificia Comillas y fue ordenado sacerdote el 16 de julio de 1951. D. Mariano Fraile era Canónigo emérito de la S. I. Catedral.Pertenece a la Institución Tello Téllez de Meneses desde el 25 de marzo de 1965, en donde ha publicado parte de sus investigaciones, centradas sobre todo en la evolución eclesiástica en España en los dos últimos siglos, y la iglesia y religión en la provincia de Palencia.
Su funeral se celebró, el miércoles 2 de noviembre, a las 12.00 en la Santa Iglesia Catedral de Palencia. A continuación se condujo el cadáver al cementerio de Vega de Bur.

## Libros
- Ante la ofensiva contra el derecho canónico. 1982. Ed. Caja España.